# Falkenberg (Berlin)
Falkenberg, Berlin-Falkenberg – dzielnica (Ortsteil) Berlina w okręgu administracyjnym Lichtenberg. Od 1 października 1920 w granicach miasta.